# Natalia Oreiro
Natalia Oreiro (født 19. maj 1977 i Montevideo, Uruguay) er en sanger.

## Diskografi
- Natalia Oreiro (1998)
- Tu Veneno (2000)
- Turmalina (2002)
- Gilda, no me arrepiento de este amor (2016)

## Filmografi

### Tv
| År           | Titel                   | Rolle                                       | Noter            |
| ------------ | ----------------------- | ------------------------------------------- | ---------------- |
| 1994         | Inconquistable corazón  | Victoria                                    | Main role        |
| 1995         | Dulce Ana               | Verónica Iturbe Montalbán                   | Main role        |
| 1996         | 90-60-90 modelos        | Lucía Peralta                               | Main role        |
| 1997         | Ricos y Famosos         | Valeria García Méndez de Salerno            | 1 series         |
| 1998–1999    | Muñeca Brava            | Milagros Espósito "La Cholito"              | Main role        |
| 2002         | Kachorra                | Antonia Guerrero "Kachorra"/Rosario Achával | Main role        |
| 2004         | El Deseo                | Carmen                                      | Main role        |
| 2005         | Botines                 | Renée                                       | 1 episode        |
| 2006         | Sos mi vida             | Esperanza "La Monita" Muñoz                 | Main role        |
| 2007         | Patito feo              | Patricia González                           | Guest appearance |
| 2008         | Amanda O                | Amanda O                                    | Main role        |
| 2008         | Recurso Natural         | Herself                                     | Host             |
| 2010         | Se dice de mi           | Herself                                     | Host             |
| 2011         | Cuando me sonreís       | Leonora Bellami                             | Guest appearance |
| 2012–2013    | Lynch                   | Isabel Reyes alias Mariana                  | Main role        |
| 2013         | Solamente Vos           | Aurora Andrés                               | Main role        |
| 2015         | Entre caníbales         | Ángeles Pellegrini/Ariana Mendoza           | Main role        |
| 2020–2022    | Got Talent Uruguay      | Herself                                     | Host             |
| 2022–present | La Voz Uruguay          | Herself                                     | Host             |
| 2022         | Yosi, the Regretful Spy | Claudia                                     | Main role        |
| 2022         | Santa Evita             | Eva Perón                                   | Main role        |

### Film
| År   | Film                               | Rolle                             | Noter |
| ---- | ---------------------------------- | --------------------------------- | --- |
| 1998 | Un Argentino en New York           | Verónica 'Vero' De Ricci          | |
| 2003 | Cleopatra                          | Sandra / Milagros                 | |
| 2004 | La guerra de los gimnasios (short) | telenovela actress                | |
| 2006 | La peli                            | Lola Montero                      | - Won – Festival Cine Argentino de Tandil – Best actress                                                                                                   |
| 2008 | Las vidas posibles                 | Marcía Miconi                     | - Nominated – Silver condor – Best Supporting Actress |
| 2008 | Música en espera                   | Paula Otero                       | - Won – Tatu tumpa (Bolivia) – Award for her role in Música en Espera - Nominated – South Awards – Best Actress - Nominated – Silver condor – Best Actress |
| 2010 | Francia                            | Cristina                          | |
| 2010 | Miss Tacuarembó                    | Natalia "Cristal" / Cándida López | - Nominated – Asociación de Críticos de Cine del Uruguay – Best Actress - Won – IRIS (Uruguay) – Best Actress                                              |
| 2011 | My First Wedding                   | Leonora Bellami                   | |
| 2011 | Clandestine Childhood              | Cristina                          | - Won – Argentine Academy of Cinematography Arts and Sciences – Best Actress                                                                               |
| 2013 | The German Doctor                  | Eva                               | - Won – 2nd Unasur Cine International Film Festival Best Actress                                                                                           |
| 2016 | I'm Gilda                          | Gilda                             | |
| 2017 | The Unseen                         | Dr. Ortega                        | |
| 2018 | Re Loca                            | Pilar                             | |
| 2020 | Nasha Natasha                      | Herself                           | Documentary biographic film |
| 2021 | La Noche Magica                    | Kira Damato                       | |
| 2022 | Hoy Se Arregla El Mundo            | Silvina Lasarte                   | |
| 2022 | Las Rojas                          | Constanza                         | - Nominated – Argentine Film Critics Association – Best Actress                                                                                            |
| 2023 | Casi muerta                        | María                             | |